# Hamon Ier d'Alet
Pour les articles homonymes, voir Hamon.
Hamon Ier d'Alet est un vicomte d'Alet du début du XIe siècle. Il est à l'origine des vicomtes d'Alet, des seigneurs de Dinan, des seigneurs de Dol-Combourg et des seigneurs de Châteaubriant.

## Biographie

### Vicomte
Hamon Ier, cité vers 1008/1032 et mort avant 1024/1034 ou avant les années 1030 ou vers 1030, est vicomte d'Alet,.
Hamon Ier souscrit vers 1013/1022 une charte de l'évêque de Rennes Gautier et vers 1008/1032 une charte du duc de Bretagne et comte de Rennes Alain III de Bretagne.
Hamon Ier épouse Roianteline,,. Elle souscrit en 1030 une charte d'Alain III, où elle apparaît comme fille de Riwall,. Roianteline tente de fonder un monastère à Chavagne, mais, comme elle ne peut lui assurer suffisamment de revenus, les moniales sont finalement accueillies par l'abbaye Saint-Georges de Rennes. Roianteline vit un peu plus longtemps que son mari, mort avant les années 1030.

### Postérité
Hamon Ier et Roianteline ont cinq enfants :
- Haimon II, vicomte d'Alet après son père[7],[8],[9], dont descendent les vicomtes de Poudouvre[10],[1] ;
- Junguenée, archevêque de Dol[7],[11],[9],[1] ;
- Gauzlin ou Josselin de Dinan, dont descendent les seigneurs de Dinan[7],[11],[9],[12] ;
- Riwallon de Dol, avoué de Dol, dont descendent les seigneurs de Dol-Combourg[7],[6],[13] ;
- Innoguent, morte vers 1064/1066, qui épouse Teuharius[5],[8],[3] ; ils s'installent à Châteaubriant vers 1008/1030[3] et leur fils Briant Ier de Châteaubriant est à l'origine des seigneurs de Châteaubriant[5],[14],[6].

Hamon Ier a également un fils bâtard, nommé Salomon,, mort en 1014. Selon Michel Brand'honneur, il pourrait être le père de Geoffroy, qui fait construire le château de Nulliac (peut-être identifiable à Châteauneuf-de-la-Noë) vers 1024/1067,.
Tous les fils d'Hamon Ier dirigent des domaines issus de la vicomté d'Alet.